# Kontraadmiral (SFRJ)
Kontraadmiral (srbohrvaško: Kontraadmiral) je bil admiralski vojaški čin Jugoslovanske vojne mornarice, ki je delovala v sestavi Jugoslovanske ljudske armade.
V Kopenski vojski in Jugoslovanskem vojnem letalstvu mu je ustrezal čin generalmajorja, v trenutni Natovi shemi činov (STANAG 2116) ustreza razredu OF-7 in v Slovenski vojski mu ustreza čin kontraadmirala.